# 利東邨巴士總站
利東邨巴士總站（英語：Lei Tung Estate Bus Terminus）是位於香港鴨脷洲玉桂山利東商場對面的露天巴士總站，於1987年11月1日正式啟用。

## 總站路線資料

### 城巴93A線
- 利東邨（東興樓） → 羅便臣道

於1991年9月2日開始服務，只在上課日早上繁忙時間服務，1998年給予新巴接手，至2023年城巴新巴專營權合併再改由城巴接辦。

### 城巴97線
- 利東邨 ↔ 中環（交易廣場）

提供鴨脷洲利東邨及黃竹坑來往灣仔、金鐘及中環的巴士服務，原本計劃於1987年2月9日投入服務，只於平日上午繁忙時間提供服務。

### 城巴98線
- 利東邨 ↔ 香港仔（成都道）

提供利東邨、漁安苑至香港仔的穿梭巴士服務，原本計劃於1987年2月9日投入服務。

### 過海隧道巴士171A線
- 利東邨（東興樓） → 荔枝角

於2011年9月19日投入服務，由九巴及城巴聯合營運，取代171線上午繁忙時間由海怡半島開出的班次，由東興樓開出，只於平日上午繁忙時間提供服務。

## 途經路線資料（此途經路線的車站以「東興樓」站為名）

### 城巴90線
- 鴨脷洲邨 ↔ 中環（交易廣場）（平日早上繁忙時間除外）

該路線提供鴨脷洲邨、利東邨及黃竹坑來往灣仔、金鐘及中環的巴士服務，於1980年6月20日起投入服務。

### 城巴91線
- 鴨脷洲邨 ↔ 中環碼頭

該路線提供鴨脷洲邨、利東及香港仔來往薄扶林道、上環及中環渡輪碼頭的巴士服務，於1982年11月16日起投入服務。

### 城巴94A線
- 華富（中） ↺ 利東邨

### 城巴95P線
- 田灣 → 鴨脷洲邨

為95C號線的特別班次，提供田灣及香港仔開往利東、海怡半島及鴨利洲邨的巴士服務，於2002年5月6日起投入服務，於上課日下午提供服務。

### 城巴99線
- 海怡半島 ↔ 筲箕灣

於1994年11月28日投入服務，初因中巴搶城巴92線的客源，由海怡半島來往北角碼頭。1995年城巴接手後，改由海怡半島至西灣河碼頭，1997年4月14日改為海怡半島至筲箕灣，並繞經耀東邨。

### 城巴99X線（特別班次）
- 鴨脷洲大街 → 西灣河（太康街）

於2014年1月13日投入服務，途經利東邨，不停香港仔隧道收費廣場分站、不經永興街及炮台山一段英皇道，以西灣河（太康街）作終站；並於2015年8月17日增加一班車，只於平日上午繁忙時間提供服務。

### 過海隧道巴士171線
- 海怡半島 ↔ 荔枝角

於1994年6月6日投入服務，由九巴及城巴聯合營運，途經美孚新邨、長沙灣、深水埗、旺角、油麻地、佐敦、海底隧道、香港仔隧道、黃竹坑、利東邨及鴨脷洲邨。每當171A線提供服務時，此線往荔枝角方向會暫停服務。

### 過海隧道巴士671線
- 鴨脷洲（利樂街） ↔ 鑽石山站

1997年8月29日投入服務，以配合荷里活廣場開幕，可是鑽石山地鐵站總站（現稱鑽石山鐵路站巴士總站）尚未啟用，所以以鳳德道龍蟠苑停車場對出作臨時的巴士總站；於同年11月2日鑽石山地鐵站總站啟用後遷往該總站。

### 過海隧道巴士671X線
- 鴨脷洲（利樂街） → 鑽石山站

2020年9月28日投入服務，此線起訖點與671相同，但離開香港仔隧道後改經東區走廊，而不經銅鑼灣及北角，只於平日上午繁忙時間提供服務。

### 城巴A10線
- 鴨脷洲（利樂街） ↔ 機場

於2006年3月26日投入服務，途經海怡半島、利東邨、香港仔、田灣、華富邨、置富花園、薄扶林、摩星嶺、堅尼地城、石塘咀、西區海底隧道、西九龍公路、昂船洲大橋、青嶼幹線、香港國際機場一號客運大樓及港珠澳大橋香港口岸。

### 城巴NA10線
- 鴨脷洲（利樂街） ↔ 港珠澳大橋香港口岸（經機場客運大樓）

### 城巴N90線
- 海怡半島 ↔ 中環（港澳碼頭）

提供來往灣仔、金鐘及中環的通宵巴士服務。

### 過海隧道巴士N171線
- 鴨脷洲邨 ↔ 荔枝角

提供鴨脷洲邨、利東及黃竹坑來往九龍區的通宵巴士服務，於1997年4月1日起投入服務。

### 香港島專線小巴37線
- 鴨脷洲（平瀾街） ↺ 利東邨／鴨脷洲邨

此條路線由鴨脷洲專線小巴承辦。

### 香港島專線小巴39C線
- 漁安苑 ↔ 香港仔中心

### 香港島專線小巴39S線
- 利東邨／深灣軒 ↔ 香港仔中心

此兩條路線由進智公交承辦，39C線是先經漁安苑然後往香港仔中心，而39S線則不經漁安苑直接往香港仔中心。

### 香港島專線小巴39M線
- 漁安苑 ↔ 天后站

此路線由進智公交承辦，早上10點前不會服務利東邨，早上10點後則以循環線服務，漁安苑成為中途站。

## 車站位置
| 車坑分佈（以入口最左邊起計） | 車坑分佈（以入口最左邊起計） | 車坑分佈（以入口最左邊起計） |
| 車坑編號                     | 車坑數目                     | 路線                         |
| ---------------------------- | ---------------------------- | ---------------------------- |
| 1                            | 雙坑                         | 城巴98線                     |
| 2                            | 單坑                         | 城巴99線                     |
| 3                            | 單坑                         | 城巴90線                     |
| A                            | 總站出口左邊                 | 公眾車輛通道                 |
| B                            | 總站入口右邊                 | 的士站                       |